# محمود المنتصر
محمود المنتصر (عربی: محمود المنتصر؛ زاده ۸ اوت ۱۹۰۳ – درگذشته ۲۸ سپتامبر ۱۹۷۰) یک سیاستمدار و دیپلمات اهل لیبی بود.